# March (Familienname)
March ist ein englischer Familienname.

## Namensträger
- Aaron March (* 1986), italienischer Snowboarder
- Aleida March (* 1936), kubanische Revolutionärin
- Arthur March (1891–1957), österreichischer Physiker
- Ausiàs March (≈1397–1459), valencianischer Schriftsteller und Ritter
- Barbara March (1953–2019), kanadische Schauspielerin
- Bill March (1937–2022), US-amerikanischer Gewichtheber
- Caspar March (Mediziner, 1619) (1619–1677), deutscher Mediziner, Mathematiker und Astronom
- Caspar March (Mediziner, 1654) (1654–1706), deutscher Mediziner
- Charlotte March (1930–2005), deutsche Fotografin
- Emili Vilanova i March (1840–1905), katalanischer Schriftsteller
- Ernst March (1798–1847), deutscher Tonwarenfabrikant
- Eve March (1910–1974), US-amerikanische Schauspielerin
- Forbes March (* 1973), kanadischer Schauspieler und Model
- Francis Andrew March (1825–1911), US-amerikanischer Klassischer Philologe und Lexikograf
- Fredric March (1897–1975), US-amerikanischer Schauspieler
- Hal March (1920–1970), US-amerikanischer Schauspieler
- Harold March (1904–1977), englischer Fußballspieler
- James March (1928–2018), US-amerikanischer Organisationstheoretiker und Autor
- Jane March (* 1973), britische Schauspielerin
- Janin March (* 1987), deutsche Leichtathletin und Polizistin, siehe Janin Lindenberg
- Jaume March (1334–1410), katalanischer Dichter, Romanist, Katalanist und Lexikograf
- Jerry March (1929–1997), US-amerikanischer Chemiker

- Joan March (Komponist) (auch Juan Marqués; 1582–1658), spanischer Benediktiner und Komponist
- Joan Francesc March (1927–2019), spanischer Schriftsteller
- Juan March (Joan March; 1880–1962), spanischer Unternehmer und Bankier
- Lionel March (1934–2018), britischer Architekturtheoretiker
- Lori March (1923–2013), US-amerikanische Schauspielerin
- Marvin March (1930–2022), US-amerikanischer Szenenbildner
- Mush March (Harold March; 1908–2002), kanadischer Eishockeyspieler
- Nimmy March (* 1962), englische Schauspielerin
- Otto March (1845–1913), deutscher Architekt
- Paul March (1830–1903), deutscher Unternehmer
- Peggy March (* 1948), US-amerikanische Schlagersängerin und Texterin
- Peyton C. March (1864–1955), US-amerikanischer Offizier
- Rafael Palau i March (1810–1890), katalanischer Organist, Chorleiter und Komponist
- Solly March (* 1994), englischer Fußballspieler
- Stan March (* 1938), englischer Fußballspieler
- Stephanie March (* 1974), US-amerikanische Schauspielerin
- Walter March (1898–1969), deutscher Architekt
- Werner March (1894–1976), deutscher Architekt
- William March (Bischof) († 1302), englischer Geistlicher und Minister
- William March (Autor) (1893–1954), US-amerikanischer Militär und Schriftsteller